# Careful (film)
Pour les articles homonymes, voir Careful.
Pour plus de détails, voir Fiche technique et Distribution.
Careful est un film dramatique canadien réalisé par Guy Maddin, sorti en 1992.

## Synopsis
Le film se passe au XIXe siècle à Tolzbad, un village en haute montagne situé près d'un haut massif, le Mitterwald, où les habitants vivent dans le silence par peur de déclencher une avalanche.
La mort frappe souvent et les habitants bâillonnent les enfants, jouent du piano sans les cordes ou rendent muet les chiens pour tenter de prévenir tout risque d'avalanche.
Tout ce qui peut générer du bruit est source d'angoisse pour la population.
Ce film raconte dans cette atmosphère oppressante l'histoire de deux frères, Johann et Grigorss, qui vivent leurs obsessions, rivalité, amours cachées et incestueuses...

## Analyse
Ce film se caractérise par une image en Noir et Blanc ou des couleurs saturées, salie à la manière des vieilles bandes des années 1920 dont l'ambiance et les décors extravagants semi-mythiques du film s'inspirent.

## Fiche technique
- Titre : Careful
- Réalisation : Guy Maddin
- Scénario : Guy Maddin, George Toles
- Producteur : Greg Klymkiw
- Photographie et montage : Guy Maddin
- Langue : anglais

## Distribution
- Kyle McCulloch : Grigorss
- Gosia Dobrowolska : Zenaida
- Sarah Neville : Klara
- Brent Neale : Johann
- Paul Cox : Le Compte Knotkers
- Victor Cowie : Monsieur Trotta
- Michael O'Sullivan : le fantôme aveugle
- Vince Rimmer : Franz

## Récompenses et distinctions
Nominations
- 1992 : prix du "Meilleur Film Canadien" au festival de cinéma "Cinefest Sudbury".